# Masakr u Zenici
Masakr u Zenici dogodio se 13. travnja 1993. oko podneva, kada je od granata ispaljenih prema središtu Zenice poginulo i ranjeno više civila u trenutku velike gužve. U to doba dana odvijala se velika trgovačka djelatnost u samom središtu grada, a u zemljopisnoj zoni koja je bila granatirana nalazilo se dvije do tri tisuće ljudi. Točan broj granata ostao je neutvrđen, iako se spominje brojka od devet granata ispaljenih iz haubice. Za ovo je pred haaškim sudom bio optužen i naknadno oslobođen optužbi general HVO-a Tihomir Blaškić.
Postoje dvije različite tvrdnje o izvoru paljbe: optužba u procesu Blaškiću je tvrdila da su to bili položaji HVO-a u Putićevu, dok je obrana zastupala tezu da su granatiranje izvršile srpske snage na Vlašiću.
Sudsko vijeće oslobodilo je generala Blaškića optužbi po točkama optužnice kojima se tereti za ovo granatiranje.